# Elektriciteitscentrale Mitchell
De Mitchell-elektriciteitscentrale is een grote kolengestookte elektriciteitscentrale in Moundsville, gelegen in de Amerikaanse staat West Virginia. De centrale is vooral bekend om zijn 367,6 meter hoge schoorsteen, gebouwd in 1971.